# Stanley Menzo
Stanley Purl Menzo (Paramaribo, 15 ottobre 1963) è un allenatore di calcio ed ex calciatore olandese di origini surinamensi, di ruolo portiere, commissario tecnico della nazionale surinamense.

## Carriera

### Giocatore
Nativo di Paramaribo, in Suriname, entrò nel settore giovanile dell'Ajax all'età di diciannove anni, proveniente dal club dilettantistico dell'A.V.V. Zeeburgia. Dal 1983 al 1985 visse due stagioni come sostituto di Hans Galjé, giocando solo alcune partite, nell'aprile del 1984 e nel maggio e nel giugno del 1985. Ceduto in prestito all'Haarlem, vi militò dal settembre 1983 al marzo 1984. Rientrato all'Ajax nell'estate del 1985, divenne il titolare della squadra, promosso dal nuovo allenatore Johan Cruijff. Rimase il titolare della porta dell'Ajax per sette stagioni, vincendo il campionato olandese nel 1989-1990, la Coppa delle Coppe nel 1986-1987 e la Coppa UEFA nel 1991-1992. Dopo una partita della Coppa UEFA 1992-1993 persa per 4-2 in casa dell'Auxerre, in cui segnò un'autorete, perse il posto da titolare a beneficio del giovane Edwin van der Sar, che sarebbe divenuto una delle colonne del club di Amsterdam.
Nell'estate del 1994 si trasferì al PSV Eindhoven, dove fece il vice di Ronald Waterreus per due stagioni. Nel 1996 si trasferì al Lierse, con cui vinse il campionato belga nel 1996-1997 e una Coppa del Belgio nella stagione 1998-1999, con in mezzo un'infruttuosa parentesi al Bordeaux, dall'agosto 1997 al gennaio 1998.
Nell'estate del 2001 si trasferì in una squadra dilettantistica olandese, l'AGOVV Apeldoorn, con cui vinse il campionato dilettantistico. Si ritirò dall'attività agonistica nel 2002.

### Allenatore
Dopo che a fine stagione l'allenatore Peter Bosz diede le dimissioni, Menzo assunse il ruolo di giocatore/allenatore e lo mantenne solo per una stagione, nella quale tra l'altro portò la squadra verso la promozione, ma nonostante ciò non poté essere riconfermato come allenatore dopo il suo ritiro dall'attività agonistica, per via del fatto che non possedeva il patentino per poter allenare. In seguito divenne il preparatore atletico dei portieri della Nazionale olandese, accettando quindi l'offerta del suo ex compagno di squadra, Marco van Basten.
Nel febbraio del 2005 riuscì a prendere il patentino di allenatore e l'estate dello stesso anno ritornò sulla panchina dell'AGOVV Apeldoorn. La stagione dopo andò ad allenare l'FC Volendam, e diede le dimissioni come preparatore atletico dei portieri degli orange. Nel 2008 divenne il nuovo allenatore del Cambuur.

## Palmarès

### Giocatore

#### Club

##### Competizioni nazionali
- Campionato olandese: 3

Ajax. 1984-1985, 1989-1990, 1993-1994
- Coppa dei Paesi Bassi: 4

Ajax: 1985-1986, 1986-1987, 1992-1993
PSV: 1995-1996
- Supercoppa dei Paesi Bassi: 1

Ajax: 1993
- Campionato belga: 1

Lierse: 1996-1997
- Coppa del Belgio: 1

Lierse: 1998-1999

##### Competizioni internazionali
- Coppa delle Coppe: 1

Ajax: 1986-1987
- Coppa UEFA: 1

Ajax: 1991-1992

#### Individuale
- Portiere dell'anno dell'Eredivisie: 1

1990